# Vysokij (1234 m)
Vysokij (rusky Высокий) je v současnosti neaktivní stratovulkán, nacházející se v jižní části poloostrova Kamčatka, mezi sopkami Asača a Mutnovskij. Ve stavbě masivu převládají bazalty. Doba poslední erupce vulkánu Vysokij není známa, ale odhaduje se na holocén.